# Szvijaga
A Szvijaga  (oroszul: Свияга) folyó Oroszország európai részén, az Uljanovszki területen és Tatárföldön; a Volga jobb oldali mellékfolyója.

## Földrajz
Hossza: 375 km, vízgyűjtő területe: 16 700 km², évi közepes vízhozama (26 km-re a torkolattól): 34 m³/s.
A Volgamenti-hátság keleti részén ered; fő forrásága Kuzovatovo falu, (a Kuzovatovói járás székhelye) közelében található. A Volga folyásirányával párhuzamosan, de ellentétes irányba, észak felé folyik és Kazanytól nyugatra ömlik a Volgán kialakított Kujbisevi-víztározóba. Alsó folyásának egy része a víztározó feltöltésekor széles öböllé változott (Szvijagai-öböl). Középső folyása mentén, a Volga és a Szvijaga közötti területen fekszik Uljanovszk.
A Szvijaga hullámos felszínű, árkokkal sűrűn szabdalt síkságon folyik, középső folyásán 0,5–1,5 m mély. November vége – december eleje tájától áprilisig jég alatt van. Vízgyűjtő területének éghajlata mérsékelten kontinentális.
Jelentősebb mellékfolyója a Kubnya és a Bula.
A torkolatnál található szigeten terül el az 1551-ben alapított Szvijazsszk, melynek egyházi építészeti emlékeit 2017-ben felvették az UNESCO Világörökség listájára.